# Emba
Pour les articles homonymes, voir Emba.

Emba est une ville du Kazakhstan de la province d'Aktioubé. Elle se trouve sur la rive gauche du fleuve du même nom.

## Géographie
La petite ville de Jem (ancienne ville de garnison soviétique « Emba-5 ») qui est située à 10 kilomètres au sud se trouve sur la ligne de chemin de fer Tachkent-Arys. Elle relie donc Emba au chemin de fer.

## Histoire
Emba était à l'époque de la conquête du Turkestan par l'Empire russe un poste de garnison.
La ville d'Embi (Emba) est fondée dans les années 1900 lors de la construction de la voie ferrée reliant Orenbourg à Tachkent.
Elle obtient le statut de ville en 1967.

## Population
Emba comptait une population de 11 632 habitants en 2013. 
Elle comptait 16 800 habitants en 1991, dont un certain nombre de militaires russophones et leurs familles de différentes nationalités de l'URSS qui ont quitté le Kazakhstan dans les années 1990.
| Année | Population |
| ----- | ---------- |
| 1959  | 9638       |
| 1970  | 17820      |
| 1979  | 12179      |
| 1989  | 16035      |
| 1999  | 13487      |
| 2009  | 11212      |
| 2010  | 11200      |
| 2011  | 11265      |
| 2012  | 11408      |
| 2013  | 11632      |

## Transport
Emba est une gare ferroviaire de la  voie ferrée Transaral, qui relier Orenbourg à Tachkent. 
Emba est relié par route à Kandyagach et à la E38 reliant Aktobe et Chimkent.